# Damychldam
Damychldam es un pueblo en Kalbajar de Azerbaiyán.
Este pueblo está en un área ocupada por la autoproclamada República de Nagorno Karabaj. Se sospecha que este pueblo ha sufrido un cambio de nombre o no existe, ya que ninguna página de Azerbaiyán lo menciona bajo este nombre.